# Embedded world Exhibition & Conference
Die embedded world ist eine Fachmesse zum Thema Embedded-Systeme, die seit 2003 jährlich in Nürnberg stattfindet. Parallel zur Messe werden zwei mehrtägige Fachkongresse angeboten.

## Über die Messe

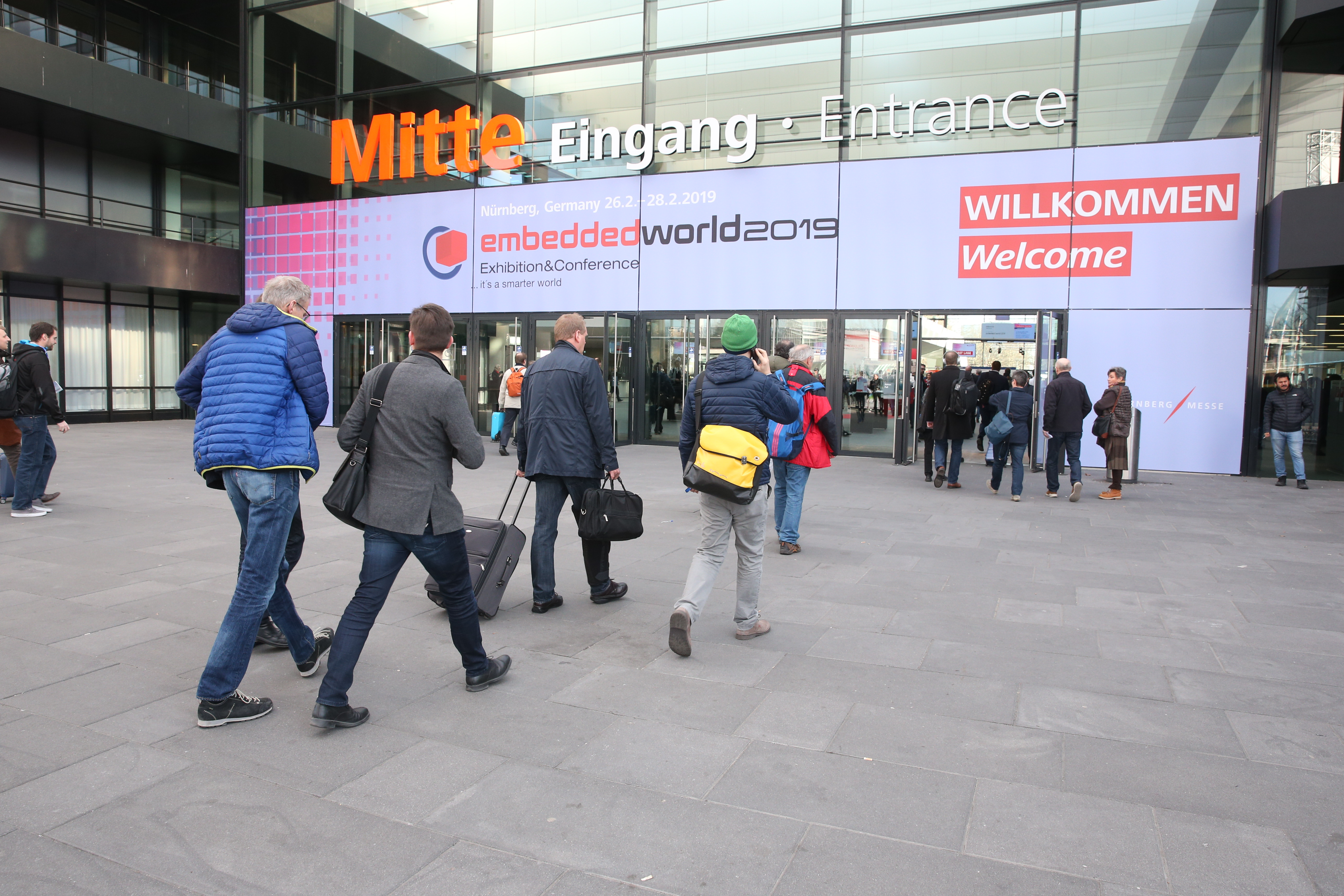
Besucher und Aussteller auf dem Weg zur embedded world 2019.

Die Messe richtet sich an internationale Hersteller und Dienstleister von embedded Soft- und Hardware und gilt international als Leitmesse auf diesem Gebiet. 2019 verzeichnete die Messe mehr als 1.117 Aussteller, welche eine Ausstellerstandfläche von 28.820 Quadratmeter belegten. Die Besucherzahl belief sich auf rund 31.000 aus 84 Ländern.
Zentrales Thema der Messe ist zum einen das gesamte Spektrum der Embedded-Systeme: von Bauelementen, Modulen und Komplettsystemen über Betriebssysteme und Software, Hard- und Softwaretools bis zu Dienstleistungen rund um Embedded-Systeme. Zum anderen stehen das Internet der Dinge sowie M2M, Vernetzung, Industrie 4.0, SoC-Systeme und SBCs im Fokus der Veranstaltung. Weitere thematische Schwerpunkte sind die Sicherheit elektronischer Systeme, verteilte Intelligenz und Lösungen für E-Mobility  und Energieeffizienz.
Für die Themen Safety und Security bot die embedded world 2016 erstmals eine Sonderfläche unter dem Namen „safety & security area“ an. Weitere Sonderflächen waren die M2M-Area zu drahtgebundenen M2M-Anwendungen wie Fernwartung, Tracking und Tracing, e-Payment, e-mobility, Facility Management und M2M für den Maschinen- und Anlagenbau sowie die electronic displays Area für Display-Technologien wie LCD, OLED, PDP, LED oder ePaper. Seit dem Jahr 2019 gibt es zudem die start-up Area, auf der sich Jungunternehmen im Rahmen der Fachmesse präsentieren können.

## Rahmenprogramm

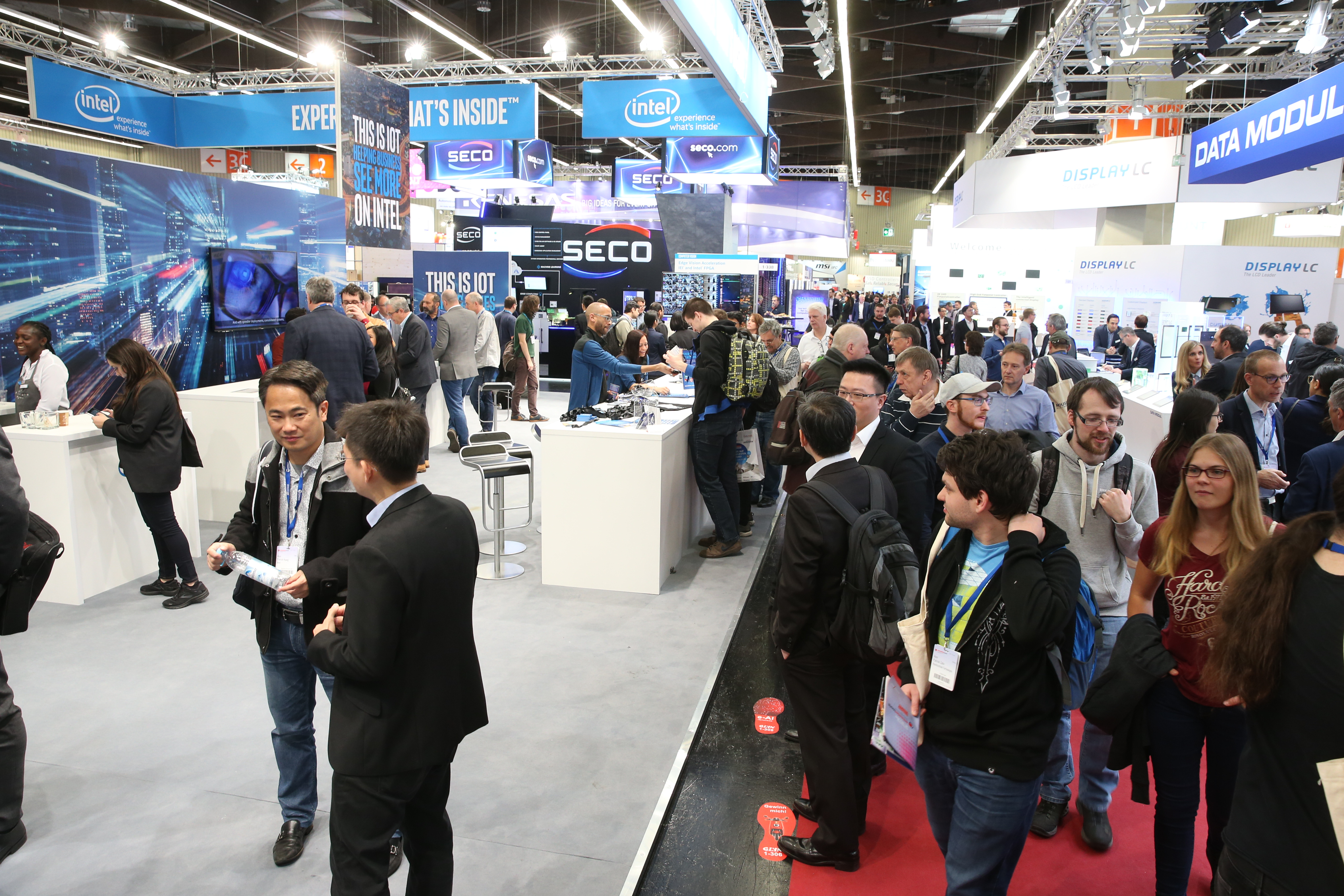
embedded world 2019, Messestand

Gleichzeitig zur Messe finden im Convention Center Nürnberg die embedded world Conference sowie die auf Display-Technologie spezialisierte electronic displays Conference statt. 2019 verzeichneten die Konferenzen insgesamt 1.991 Teilnehmer aus 46 Ländern.
Bei der Podiumsdiskussion „Safe for the future“, die 2019 zum vierten Mal stattgefunden hat, ist das zentrale Thema der Schutz vernetzter eingebetteter Systeme im Internet der Dinge. Bei der zweiten Ausgabe des Forums „Safe for the future“ wurde zum Schutz kritischer Infrastrukturen diskutiert. Auf der ersten Veranstaltung 2016 sprach unter anderem der Gründer Jewgeni Kasperski, der auch die Keynote der Messe hielt.
Die Diskussionsrunde „embedded Vision – the ‚Next Big Thing‘?“ feierte 2017 ihre Premiere. Namhafte Vertreter aus der klassischen Bildverarbeitungs- und aus der Embedded-Community diskutierten gemeinsam mit Anwendern aktuelle Entwicklungen, Chancen und Herausforderungen der Embedded Vision.
Zum weiteren Rahmenprogramm gehört die Preisverleihung des embedded AWARD. Dort werden in den Kategorien Software, Hardware, Tools, Embedded vision und Start-ups besonders innovative Produkte von Ausstellern der embedded world ausgezeichnet. Am letzten Messetag findet seit einigen Jahren der so genannte „Student Day“ als Messe- und Recruiting-Veranstaltung statt. Über 1.000 Studierende aus Deutschland, Österreich und Tschechien besuchen nach Veranstalterangaben regelmäßig den „Student Day“ der Messe, um dort potentielle Arbeitgeber kennenzulernen.